# 北朝鮮による飛翔体発射実験 (2025年)
2025年の北朝鮮による飛翔体発射実験（きたちょうせんによるひしょうたいはっしゃじっけん）では、朝鮮民主主義人民共和国（北朝鮮）によって2025年に発射された弾道ミサイルや巡航ミサイルやロケット弾などの飛翔体全般について記述する。

## 発射日時
以下、日時はUTC+9（日本標準時・韓国標準時・平壌時間）である。

### 1月
- 1月6日 - 北朝鮮が弾道ミサイルの可能性があるものを発射[1]。
- 1月14日 - 韓国軍の発表によると北朝鮮がミサイルを発射した[2]。
- 1月25日 - 戦略巡航ミサイルの発射実験を実施[3]。

### 3月
- 3月10日 - 北朝鮮が弾道ミサイルの可能性があるものを発射[4]。

### 5月
- 5月8日 - 北朝鮮が弾道ミサイルの可能性があるものを発射[5]。
- 5月22日 - 北朝鮮が巡航ミサイルの可能性があるものを発射[6]。